# Ligue 1 2023–24
Ligue 1 2023–24, còn được gọi là Ligue 1 Uber Eats vì lý do tài trợ, là mùa giải thứ 86 của Ligue 1, giải đấu bóng đá hàng đầu của Pháp. Mùa giải bắt đầu vào ngày 11 tháng 8 năm 2023 và kết thúc vào ngày 19 tháng 5 năm 2024. Trận play-off trụ hạng sẽ diễn ra vào ngày 30 tháng 5 và ngày 2 tháng 6 năm 2024.
Do bốn câu lạc bộ xuống hạng Ligue 2 vào cuối mùa giải trong khi chỉ có hai câu lạc bộ từ Ligue 2 lên hạng nên số lượng câu lạc bộ giảm xuống chỉ còn 18 câu lạc bộ bắt đầu từ mùa giải 2023–24.
Paris Saint-Germain là nhà đương kim vô địch hai lần và đã đảm bảo danh hiệu thứ mười hai kỷ lục với ba trận đấu còn lại vào ngày 28 tháng 4 năm 2024, sau thất bại 3–2 của Monaco trước Lyon. Đây cũng là chức vô địch Ligue 1 thứ 10 mà câu lạc bộ đã giành được trong 12 mùa giải qua.

## Các đội bóng

### Thay đổi
Tổng cộng có mười tám đội tham gia Ligue 1 2023–24. Vào tháng 6 năm 2021, LFP đã bỏ phiếu tại đại hội đồng để Ligue 1 từ 20 câu lạc bộ trở lại với 18 câu lạc bộ từ mùa giải 2023–24, bằng cách xuống hạng bốn câu lạc bộ nhưng thăng hạng chỉ hai câu lạc bộ.
Le Havre và Metz (trở lại giải đấu sau 14 và 1 năm vắng bóng) đã được thăng hạng sau khi lần lượt về nhất và nhì ở Ligue 2 2022–23. Cả 2 thay thế Auxerre, Ajaccio (cả 2 xuống hạng sau 1 năm ở giải đấu), Troyes và Angers (cả 2 lần lượt xuống hạng sau 2 và 8 năm ở giải đấu).
| đến Ligue 1 2023–24 | từ Ligue 1 2023–24            |
| ------------------- | ----------------------------- |
| Metz Le Havre       | Angers Troyes Ajaccio Auxerre |

### Sân vận động và địa điểm
| Câu lạc bộ          | Vị trí              | Sân vận động                  | Sức chứa | Mùa 2022–23                  |
| ------------------- | ------------------- | ----------------------------- | -------- | ---------------------------- |
| Brest               | Brest               | Francis-Le Blé                | 15.931   | thứ 14                       |
| Clermont            | Clermont-Ferrand    | Gabriel-Montpied              | 11.980   | thứ 8                        |
| Le Havre            | Le Havre            | Océane                        | 25.178   | Vô địch Ligue 2 (thăng hạng) |
| Lens                | Lens                | Bollaert-Delelis              | 37.705   | thứ 2                        |
| Lille               | Lille               | Decathlon Arena Pierre Mauroy | 50.186   | thứ 5                        |
| Lorient             | Lorient             | Moustoir                      | 18.890   | thứ 10                       |
| Lyon                | Lyon                | Groupama                      | 59.186   | thứ 7                        |
| Marseille           | Marseille           | Orange Vélodrome              | 67.394   | thứ 3                        |
| Metz                | Longeville-lès-Metz | Saint-Symphorien              | 28.786   | Á quân Ligue 2 (thăng hạng)  |
| Monaco              | Monaco              | Louis II                      | 18.523   | thứ 6                        |
| Montpellier         | Montpellier         | Mosson                        | 32.900   | thứ 12                       |
| Nantes              | Nantes              | Beaujoire                     | 35.322   | thứ 16                       |
| Nice                | Nice                | Allianz Riviera               | 35.624   | thứ 9                        |
| Paris Saint-Germain | Paris               | Công viên các Hoàng tử        | 47.926   | Vô địch                      |
| Reims               | Reims               | Auguste Delaune               | 21.684   | thứ 11                       |
| Rennes              | Rennes              | Roazhon Park                  | 29.778   | thứ 4                        |
| Strasbourg          | Strasbourg          | Meinau                        | 29.230   | thứ 15                       |
| Toulouse            | Toulouse            | Toulouse                      | 33.150   | thứ 13                       |

### Nhân sự và trang phục
| Câu lạc bộ          | Chủ tịch            | Huấn luyện viên          | Đội trưởng          | Nhà sản xuất trang phục | Nhà tài trợ áo đấu (ngực) | Nhà tài trợ áo đấu (lưng)                     | Nhà tài trợ áo đấu (tay áo)                 | Nhà tài trợ quần                                               |
| ------------------- | ------------------- | ------------------------ | ------------------- | ----------------------- | --- | --------------------------------------------- | ------------------------------------------- | -------------------------------------------------------------- |
| Brest               | Denis Le Saint      | Eric Roy                 | Brendan Chardonnet  | Adidas                  | Quéguiner Matériaux (H)/Yaourt Malo (A & 3)/Le Petit Basque (A & 3), SILL (H)/Breizh Cola (A & 3), GUYOT Environnement, Oceania Hotels, Fée du Bonheur | Écomiam, J.Bervas Automobiles                 | Eaux de Zilia                               | E.Leclerc, SOFT-Société d'Organisation Financière et Technique |
| Clermont            | Ahmet Schaefer      | Pascal Gastien           | Florent Ogier       | Uhlsport                | Staffmatch, Puy-de-Dôme, Crédit Mutuel | Auvergne-Rhône-Alpes (H), Pingeon & Fils      | Radio SCOOP                                 | Systèmes Solaires                                              |
| Le Havre            | Vincent Volpe       | Luka Elsner              | Arouna Sangante     | Joma                    | Winamax, SIM Agences d'emploi | SOL'S                                         | Không có                                    | Geodis                                                         |
| Lens                | Joseph Oughourlian  | Franck Haise             | Brice Samba         | Puma                    | Auchan, Groupe Lempereur, Smart Good Things | Randstad, Winamax                             | Aushopping Noyelles/Winamax (trận đấu UEFA) | Pas-de-Calais, McDonald's                                      |
| Lille               | Olivier Létang      | Paulo Fonseca            | Benjamin André      | New Balance             | Boulanger, RIKA, Actual Group | Essalmi, Teddy Smith                          | Aushopping V2                               | Winamax, Blåkläder                                             |
| Lorient             | Loïc Féry           | Régis Le Bris            | Laurent Abergel     | Umbro                   | Jean Floc'h, Acadomia, Breizh Cola | KarrGreen, MA Pièces Autos Bretagne           | Actual Group                                | BMW/Mousqueton, B&B Hotels                                     |
| Lyon                | John Textor         | Pierre Sage              | Alexandre Lacazette | Adidas                  | Emirates | Aushopping, Groupe ALILA                      | MG Motor                                    | Staffmatch                                                     |
| Marseille           | Pablo Longoria      | Jean-Louis Gasset        | Valentin Rongier    | Puma                    | CFA CGM, Parions Sport | Boulanger                                     | D'Or et de Platine                          | Sublime Côte d'Ivoire                                          |
| Metz                | Bernard Serin       | László Bölöni            | Matthieu Udol       | Kappa                   | Car Avenue (H), MOSL Mosselle Sans Limite, Malezieux, Axia Interim                                                                                     | Technitoit, Nacon                             | Eurométropole de Metz                       | E.Leclerc Moselle, LCR                                         |
| Monaco              | Dmitry Rybolovlev   | Adi Hütter               | Wissam Ben Yedder   | Kappa                   | Visit Monaco/APM Monaco, Triangle Intérim | Bang & Olufsen, Royal Caribbean International | Yomoni                                      | VBET, Teddy Smith                                              |
| Montpellier         | Laurent Nicollin    | Michel Der Zakarian      | Téji Savanier       | Nike                    | Partouche, FAUN-Environnement, Montpellier Métropole                                                                                                   | FAUN-Environnement                            | Loxam                                       | Système U, Viwone                                              |
| Nantes              | Waldemar Kita       | Antoine Kombouaré        | Pedro Chirivella    | Macron                  | Synergie, Groupe AFD, Proginov | Préservation du Patrimoine, Groupe Millet     | LNA Santé                                   | ZEbet, Be Green                                                |
| Nice                | Jean-Pierre Rivère  | Francesco Farioli        | Dante               | Le Coq Sportif          | Ineos | Ineos Grenadier                               | Ineos Science + Performance                 | VBET                                                           |
| Paris Saint-Germain | Nasser Al-Khelaifi  | Luis Enrique             | Marquinhos          | Nike                    | Qatar Airways | Không có                                      | GOAT                                        | Không có                                                       |
| Reims               | Jean-Pierre Caillot | Samba Diawara (tạm thời) | Yunis Abdelhamid    | Umbro                   | Hexaom, EVA Air, Crédit Agricole Nord Est | Transports Caillot, Ebury                     | Triangle Intérim, Grand Reims/Reims         | Winamax, Würth Modyf                                           |
| Rennes              | Olivier Cloarec     | Julien Stéphan           | Steve Mandanda      | Puma                    | Samsic, Del Arte, Groupe Launay, Association ELA | Winamax, Blot Immobilier                      | Groupe ROSE                                 | Convivio                                                       |
| Strasbourg          | Marc Keller         | Patrick Vieira           | Frederic Guilbert   | Adidas                  | ÉS Énergies (H)/Winamax (A & 3), Hager Group, Pierre Schmidt (H)/Stoeffler (A & 3)                                                                     | Winamax (H)/ÉS Énergies (A & 3), Soprema      | Würth                                       | Atheo                                                          |
| Toulouse            | Damien Comolli      | Carles Martinez Novell   | Vincent Sierro      | Craft                   | LP Promotion Group | Newrest                                       | GLS Group                                   | Sud de France                                                  |

### Thay đổi huấn luyện viên
| Câu lạc bộ          | HLV ra đi          | Lý do                     | Ngày       | Vị trí xếp hạng | HLV thay thế                          | Ngày ký    |
| ------------------- | ------------------ | ------------------------- | ---------- | --------------- | ------------------------------------- | ---------- |
| Marseille           | Igor Tudor         | Từ chức                   | 3/6/2023   | Trước mùa giải  | Marcelino                             | 23/6/2023  |
| Monaco              | Philippe Clement   | Sa thải                   | 4/6/2023   | Trước mùa giải  | Adi Hütter                            | 4/7/2023   |
| Toulouse            | Philippe Montanier | Sa thải                   | 14/6/2023  | Trước mùa giải  | Carles Martinez Novell                | 14/6/2023  |
| Strasbourg          | Frédéric Antonetti | Từ chức                   | 27/6/2023  | Trước mùa giải  | Patrick Vieira                        | 2/7/2023   |
| Nice                | Didier Digard      | Kết thúc quản lý tạm thời | 30/6/2023  | Trước mùa giải  | Francesco Farioli                     | 30/6/2023  |
| Paris Saint-Germain | Christophe Galtier | Sa thải                   | 5/7/2023   | Trước mùa giải  | Luis Enrique                          | 5/7/2023   |
| Lyon                | Laurent Blanc      | Sa thải                   | 8/9/2023   | thứ 18          | Jean-François Vulliez Jérémie Bréchet | 11/9/2023  |
| Lyon                | Laurent Blanc      | Sa thải                   | 8/9/2023   | thứ 18          | Fabio Grosso                          | 16/9/2023  |
| Marseille           | Marcelino          | Từ chức                   | 20/9/2023  | thứ 4           | Jacques Abardonado                    | 20/9/2023  |
| Marseille           | Marcelino          | Từ chức                   | 20/9/2023  | thứ 4           | Gennaro Gattuso                       | 27/9/2023  |
| Rennes              | Bruno Génésio      | Từ chức                   | 19/11/2023 | thứ 13          | Julien Stéphan                        | 19/11/2023 |
| Nantes              | Pierre Aristouy    | Sa thải                   | 28/11/2023 | thứ 11          | Jocelyn Gourvennec                    | 29/11/2023 |
| Lyon                | Fabio Grosso       | Sa thải                   | 30/11/2023 | thứ 18          | Pierre Sage                           | 30/11/2023 |
| Marseille           | Gennaro Gattuso    | Sa thải                   | 19/2/2024  | thứ 9           | Jean-Louis Gasset                     | 20/2/2024  |
| Nantes              | Jocelyn Gourvennec | Sa thải                   | 17/3/2024  | thứ 16          | Antoine Kombouaré                     | 17/3/2024  |
| Reims               | Will Still         | Sự đồng thuận             | 2/5/2024   | thứ 11          | Samba Diawara (tạm thời)              | 3/5/2024   |

## Bảng xếp hạng

### Bảng xếp hạng
| VT | Đội                     | ST | T  | H  | B  | BT | BB | HS  | Đ  | Giành quyền tham dự hoặc xuống hạng     |
| -- | ----------------------- | -- | -- | -- | -- | -- | -- | --- | -- | --------------------------------------- |
| 1  | Paris Saint-Germain (C) | 34 | 22 | 10 | 2  | 81 | 33 | +48 | 76 | Tham dự vòng đấu hạng Champions League  |
| 2  | Monaco                  | 34 | 20 | 7  | 7  | 68 | 42 | +26 | 67 | Tham dự vòng đấu hạng Champions League  |
| 3  | Brest                   | 34 | 17 | 10 | 7  | 53 | 34 | +19 | 61 | Tham dự vòng đấu hạng Champions League  |
| 4  | Lille                   | 34 | 16 | 11 | 7  | 52 | 34 | +18 | 59 | Tham dự vòng loại Champions League      |
| 5  | Nice                    | 34 | 15 | 10 | 9  | 40 | 29 | +11 | 55 | Tham dự vòng đấu hạng Europa League     |
| 6  | Lyon                    | 34 | 16 | 5  | 13 | 49 | 55 | −6  | 53 | Tham dự vòng đấu hạng Europa League     |
| 7  | Lens                    | 34 | 14 | 9  | 11 | 45 | 37 | +8  | 51 | Tham dự vòng play-off Conference League |
| 8  | Marseille               | 34 | 13 | 11 | 10 | 52 | 41 | +11 | 50 |                                         |
| 9  | Reims                   | 34 | 13 | 8  | 13 | 42 | 47 | −5  | 47 |                                         |
| 10 | Rennes                  | 34 | 12 | 10 | 12 | 53 | 46 | +7  | 46 |                                         |
| 11 | Toulouse                | 34 | 11 | 10 | 13 | 42 | 46 | −4  | 43 |                                         |
| 12 | Montpellier             | 34 | 10 | 12 | 12 | 43 | 48 | −5  | 41 |                                         |
| 13 | Strasbourg              | 34 | 10 | 9  | 15 | 38 | 50 | −12 | 39 |                                         |
| 14 | Nantes                  | 34 | 9  | 6  | 19 | 30 | 55 | −25 | 33 |                                         |
| 15 | Le Havre                | 34 | 7  | 11 | 16 | 34 | 45 | −11 | 32 |                                         |
| 16 | Metz (R)                | 34 | 8  | 5  | 21 | 35 | 58 | −23 | 29 | Tham dự play-off trụ hạng               |
| 17 | Lorient (R)             | 34 | 7  | 8  | 19 | 43 | 66 | −23 | 29 | Xuống hạng Ligue 2                      |
| 18 | Clermont (R)            | 34 | 5  | 10 | 19 | 26 | 60 | −34 | 25 | Xuống hạng Ligue 2                      |

1. ↑  Đội vô địch Coupe de France 2023–24 đủ điều kiện tham dự vòng bảng Europa League. Vì Paris Saint-Germain, đội vô địch Cúp, đã đủ điều kiện tham dự Champions League dựa trên thứ hạng tại giải vô địch nên suất tham dự Europa League này được chuyển cho đội đứng thứ sáu và suất tham dự Conference League được chuyển cho đội xếp thứ bảy.
2. ↑  Montpellier bị trừ 1 điểm vì vụ gây rối không kiểm soát được đám đông khiến trận đấu với Clermont phải hủy bỏ.
3. 1 2  Bàn thắng sân khách đối đầu được ghi: Metz 1–2 Lorient, Lorient 2–3 Metz

### Vị trí theo vòng
Bảng liệt kê vị trí của các đội sau mỗi vòng thi đấu. Để duy trì các diễn biến theo trình tự thời gian, bất kỳ trận đấu bù nào (vì bị hoãn) sẽ không được tính vào vòng đấu mà chúng đã được lên lịch ban đầu, mà sẽ được thêm vào vòng đấu diễn ra ngay sau đó.
| Đội ╲ Vòng  | 1     | 2  | 3  | 4  | 5  | 6  | 7  | 8  | 9  | 10 | 11 | 12 | 13 | 14 | 15 | 16 | 17 | 18 | 19 | 20 | 21 | 22 | 23 | 24 | 25 | 26 | 27 | 28 | 29 | 30 | 31 | 32 | 33 | 34 |   |
| ----------- | ----- | -- | -- | -- | -- | -- | -- | -- | -- | -- | -- | -- | -- | -- | -- | -- | -- | -- | -- | -- | -- | -- | -- | -- | -- | -- | -- | -- | -- | -- | -- | -- | -- | -- | - |
| Đội ╲ Vòng  | Brest | 3  | 2  | 4  | 6  | 2  | 1  | 2  | 4  | 5  | 6  | 6  | 8  | 7  | 7  | 5  | 5  | 4  | 3  | 3  | 3  | 4  | 2  | 2  | 2  | 2  | 2  | 2  | 2  | 2  | 3  | 3  | 3  | 4  | 3 |
| Clermont    | 17    | 17 | 18 | 16 | 17 | 18 | 17 | 18 | 17 | 17 | 17 | 17 | 17 | 17 | 17 | 18 | 18 | 17 | 17 | 18 | 18 | 18 | 18 | 18 | 18 | 18 | 18 | 18 | 18 | 18 | 18 | 18 | 18 | 18 |   |
| Le Havre    | 7     | 13 | 14 | 10 | 11 | 7  | 9  | 12 | 11 | 13 | 7  | 7  | 8  | 10 | 11 | 10 | 11 | 11 | 11 | 11 | 11 | 12 | 14 | 15 | 12 | 13 | 15 | 14 | 15 | 16 | 15 | 15 | 15 | 15 |   |
| Lens        | 13    | 14 | 16 | 17 | 18 | 16 | 15 | 14 | 14 | 10 | 10 | 6  | 6  | 6  | 7  | 7  | 7  | 8  | 8  | 6  | 6  | 6  | 6  | 6  | 5  | 6  | 6  | 6  | 6  | 6  | 6  | 6  | 6  | 7  |   |
| Lille       | 8     | 4  | 9  | 5  | 6  | 11 | 7  | 7  | 4  | 4  | 5  | 4  | 4  | 4  | 4  | 4  | 5  | 5  | 5  | 4  | 5  | 4  | 5  | 4  | 4  | 4  | 4  | 4  | 4  | 4  | 4  | 4  | 3  | 4  |   |
| Lorient     | 10    | 11 | 7  | 11 | 12 | 13 | 16 | 16 | 12 | 15 | 15 | 16 | 16 | 16 | 16 | 17 | 17 | 18 | 18 | 17 | 16 | 15 | 16 | 13 | 15 | 15 | 16 | 16 | 16 | 17 | 17 | 17 | 17 | 17 |   |
| Lyon        | 15    | 18 | 17 | 18 | 16 | 17 | 18 | 17 | 18 | 18 | 18 | 18 | 18 | 18 | 18 | 16 | 15 | 16 | 16 | 15 | 13 | 11 | 10 | 11 | 10 | 10 | 10 | 10 | 7  | 8  | 8  | 7  | 7  | 6  |   |
| Marseille   | 4     | 5  | 2  | 3  | 4  | 8  | 11 | 6  | 8  | 9  | 9  | 10 | 12 | 9  | 6  | 6  | 6  | 7  | 7  | 8  | 8  | 9  | 9  | 7  | 7  | 7  | 7  | 8  | 9  | 9  | 7  | 9  | 8  | 8  |   |
| Metz        | 18    | 15 | 11 | 13 | 7  | 12 | 14 | 15 | 16 | 16 | 16 | 11 | 9  | 11 | 12 | 14 | 14 | 15 | 15 | 16 | 17 | 17 | 17 | 17 | 17 | 17 | 17 | 17 | 17 | 15 | 16 | 16 | 16 | 16 |   |
| Monaco      | 2     | 1  | 1  | 1  | 1  | 4  | 1  | 1  | 1  | 3  | 3  | 3  | 3  | 3  | 3  | 3  | 3  | 4  | 4  | 5  | 3  | 5  | 3  | 3  | 3  | 3  | 3  | 3  | 3  | 2  | 2  | 2  | 2  | 2  |   |
| Montpellier | 12    | 7  | 12 | 14 | 15 | 15 | 12 | 13 | 15 | 11 | 13 | 12 | 14 | 13 | 14 | 12 | 12 | 12 | 12 | 13 | 15 | 14 | 15 | 16 | 13 | 14 | 13 | 13 | 13 | 12 | 12 | 10 | 12 | 12 |   |
| Nantes      | 14    | 16 | 15 | 15 | 14 | 10 | 13 | 9  | 7  | 7  | 8  | 9  | 11 | 8  | 9  | 11 | 13 | 13 | 13 | 14 | 12 | 16 | 12 | 14 | 16 | 16 | 14 | 15 | 14 | 14 | 14 | 14 | 14 | 14 |   |
| Nice        | 9     | 10 | 13 | 8  | 3  | 2  | 4  | 2  | 2  | 1  | 1  | 2  | 2  | 2  | 2  | 2  | 2  | 2  | 2  | 2  | 2  | 3  | 4  | 5  | 6  | 5  | 5  | 5  | 5  | 5  | 5  | 5  | 5  | 5  |   |
| PSG         | 11    | 12 | 8  | 2  | 5  | 3  | 5  | 3  | 3  | 2  | 2  | 1  | 1  | 1  | 1  | 1  | 1  | 1  | 1  | 1  | 1  | 1  | 1  | 1  | 1  | 1  | 1  | 1  | 1  | 1  | 1  | 1  | 1  | 1  |   |
| Reims       | 16    | 8  | 3  | 4  | 9  | 5  | 3  | 5  | 6  | 5  | 4  | 5  | 5  | 5  | 8  | 8  | 8  | 6  | 6  | 7  | 9  | 8  | 8  | 9  | 9  | 9  | 9  | 7  | 8  | 10 | 11 | 12 | 11 | 9  |   |
| Rennes      | 1     | 3  | 6  | 7  | 8  | 9  | 6  | 8  | 9  | 8  | 11 | 13 | 10 | 12 | 13 | 13 | 10 | 10 | 9  | 9  | 7  | 7  | 7  | 8  | 8  | 8  | 8  | 9  | 10 | 7  | 9  | 8  | 9  | 10 |   |
| Strasbourg  | 5     | 9  | 5  | 9  | 10 | 6  | 8  | 11 | 13 | 14 | 12 | 15 | 13 | 15 | 10 | 9  | 9  | 9  | 10 | 10 | 10 | 10 | 13 | 12 | 14 | 12 | 12 | 12 | 12 | 13 | 13 | 13 | 13 | 13 |   |
| Toulouse    | 6     | 6  | 10 | 12 | 13 | 14 | 10 | 10 | 10 | 12 | 14 | 14 | 15 | 14 | 15 | 15 | 16 | 14 | 14 | 12 | 14 | 13 | 11 | 10 | 11 | 11 | 11 | 11 | 11 | 11 | 10 | 11 | 10 | 11 |   |

## Kết quả

### Tỷ số
| Nhà \ Khách | BRE | CLE | HAC | LEN | LIL | LOR | OL  | OM  | MET | ASM | MON | FCN | NIC | PSG | REI | REN | STR | TFC |
| ----------- | --- | --- | --- | --- | --- | --- | --- | --- | --- | --- | --- | --- | --- | --- | --- | --- | --- | --- |
| Brest       | —   | 3–0 | 1–0 | 3–2 | 1–1 | 4–0 | 1–0 | 1–0 | 4–3 | 0–2 | 2–0 | 0–0 | 0–0 | 2–3 | 1–1 | 0–0 | 1–1 | 1–1 |
| Clermont    | 1–1 | —   | 2–1 | 0–3 | 0–0 | 1–0 | 0–1 | 1–5 | 0–1 | 2–4 | 1–1 | 0–1 | 0–1 | 0–0 | 4–1 | 1–3 | 1–1 | 0–3 |
| Le Havre    | 1–2 | 2–1 | —   | 0–0 | 0–2 | 3–0 | 3–1 | 1–2 | 0–1 | 0–0 | 0–2 | 0–1 | 3–1 | 0–2 | 1–2 | 0–1 | 3–1 | 1–0 |
| Lens        | 1–0 | 1–0 | 1–1 | —   | 1–1 | 2–0 | 3–2 | 1–0 | 0–1 | 2–3 | 2–2 | 4–0 | 1–3 | 0–2 | 2–0 | 1–1 | 3–1 | 2–1 |
| Lille       | 1–0 | 4–0 | 3–0 | 2–1 | —   | 3–0 | 3–4 | 3–1 | 2–0 | 2–0 | 1–0 | 2–0 | 2–2 | 1–1 | 1–2 | 2–2 | 1–0 | 1–1 |
| Lorient     | 0–1 | 5–0 | 3–3 | 0–0 | 4–1 | —   | 0–2 | 2–4 | 2–3 | 2–2 | 0–3 | 0–1 | 1–1 | 1–4 | 2–0 | 2–1 | 1–2 | 1–2 |
| Lyon        | 4–3 | 1–2 | 0–0 | 0–3 | 0–2 | 3–3 | —   | 1–0 | 1–1 | 3–2 | 1–4 | 1–0 | 1–0 | 1–4 | 1–1 | 2–3 | 2–1 | 3–0 |
| Marseille   | 2–0 | 2–1 | 3–0 | 2–1 | 0–0 | 3–1 | 3–0 | —   | 1–1 | 2–2 | 4–1 | 2–0 | 2–2 | 0–2 | 2–1 | 2–0 | 1–1 | 0–0 |
| Metz        | 0–1 | 1–0 | 0–0 | 2–1 | 1–2 | 1–2 | 1–2 | 2–2 | —   | 2–5 | 0–1 | 3–1 | 0–1 | 0–2 | 2–2 | 2–3 | 0–1 | 0–1 |
| Monaco      | 2–0 | 4–1 | 1–1 | 3–0 | 1–0 | 2–2 | 0–1 | 3–2 | 2–1 | —   | 2–0 | 4–0 | 0–1 | 0–0 | 1–3 | 1–0 | 3–0 | 1–2 |
| Montpellier | 1–3 | 1–1 | 2–2 | 0–0 | 0–0 | 2–0 | 1–2 | 1–1 | 3–0 | 0–2 | —   | 1–1 | 0–0 | 2–6 | 1–3 | 0–0 | 2–2 | 3–0 |
| Nantes      | 0–2 | 1–2 | 0–0 | 0–1 | 1–2 | 5–3 | 1–3 | 1–1 | 0–2 | 3–3 | 2–0 | —   | 1–0 | 0–2 | 0–1 | 0–3 | 1–3 | 1–2 |
| Nice        | 0–0 | 0–0 | 1–0 | 2–0 | 1–1 | 3–0 | 0–0 | 1–0 | 1–0 | 2–3 | 1–2 | 1–2 | —   | 1–2 | 2–1 | 2–0 | 2–0 | 1–0 |
| PSG         | 2–2 | 1–1 | 3–3 | 3–1 | 3–1 | 0–0 | 4–1 | 4–0 | 3–1 | 5–2 | 3–0 | 2–1 | 2–3 | —   | 2–2 | 1–1 | 3–0 | 1–3 |
| Reims       | 1–2 | 2–0 | 1–0 | 1–1 | 0–1 | 1–0 | 2–0 | 1–0 | 2–1 | 1–3 | 1–2 | 0–0 | 0–0 | 0–3 | —   | 2–1 | 2–1 | 2–3 |
| Rennes      | 4–5 | 3–1 | 2–2 | 1–1 | 2–2 | 1–2 | 0–1 | 2–0 | 5–1 | 1–2 | 2–1 | 3–1 | 2–0 | 1–3 | 3–1 | —   | 1–1 | 1–2 |
| Strasbourg  | 0–3 | 0–0 | 2–1 | 0–1 | 2–1 | 1–3 | 2–1 | 1–1 | 2–1 | 0–1 | 2–2 | 1–2 | 1–3 | 1–2 | 3–1 | 2–0 | —   | 2–0 |
| Toulouse    | 0–3 | 2–2 | 1–2 | 0–2 | 3–1 | 1–1 | 2–3 | 2–2 | 3–0 | 1–2 | 1–2 | 1–2 | 2–1 | 1–1 | 1–1 | 0–0 | 0–0 | —   |

### Bảng thắng bại
- T = Thắng, H = Hòa, B = Bại
- () = Trận đấu bị hoãn
- (T), (H), (B) = Trận đấu bù với kết quả; Trận đấu bù được ghi trong cột nào, ví dụ cột số 13 có nghĩa là đã thi đấu sau vòng 13 và trước vòng 14.

| Đội         | 1 | 2 | 3 | 4 | 5 | 6 | 7 | 8  | 9 | 10 | 11 | 12 | 13    | 14    | 15 | 16 | 17 | Đội         | 18 | 19 | 20 | 21 | 22 | 23 | 24 | 25 | 26 | 27 | 28 | 29 | 30    | 31 | 32 | 33    | 34 | Đội         |
| ----------- | - | - | - | - | - | - | - | -- | - | -- | -- | -- | ----- | ----- | -- | -- | -- | ----------- | -- | -- | -- | -- | -- | -- | -- | -- | -- | -- | -- | -- | ----- | -- | -- | ----- | -- | ----------- |
| Brest       | T | T | B | H | T | T | H | H  | B | B  | B  | () | T     | T (H) | T  | T  | T  | Brest       | T  | H  | H  | H  | T  | T  | T  | B  | H  | T  | T  | B  | B     | T  | H  | H     | T  | Brest       |
| Clermont    | B | B | B | H | B | B | H | () | T | B  | H  | T  | B (H) | B     | H  | B  | B  | Clermont    | T  | H  | B  | H  | B  | H  | B  | B  | T  | B  | H  | H  | B     | T  | B  | B     | B  | Clermont    |
| Le Havre    | H | B | H | T | H | T | B | B  | H | H  | T  | H  | H     | B     | B  | T  | B  | Le Havre    | T  | H  | H  | B  | B  | B  | B  | T  | B  | B  | H  | B  | B     | H  | T  | B     | B  | Le Havre    |
| Lens        | B | H | B | B | B | T | T | H  | H | T  | H  | T  | T     | T     | H  | T  | B  | Lens        | B  | T  | T  | T  | H  | B  | T  | T  | B  | B  | H  | B  | T     | B  | T  | H     | H  | Lens        |
| Lille       | H | T | B | T | H | B | T | H  | T | T  | H  | H  | T     | T     | H  | H  | B  | Lille       | T  | H  | T  | B  | T  | B  | T  | H  | H  | T  | T  | () | T (B) | T  | B  | T     | H  | Lille       |
| Lorient     | H | H | T | B | H | B | B | H  | T | B  | H  | B  | B     | H     | B  | B  | B  | Lorient     | B  | H  | T  | T  | T  | B  | T  | B  | H  | B  | B  | () | B (B) | B  | B  | B     | T  | Lorient     |
| Lyon        | B | B | H | B | H | B | B | H  | B | () | H  | T  | B     | B (B) | T  | T  | T  | Lyon        | B  | B  | T  | T  | T  | T  | B  | T  | T  | H  | T  | T  | B     | T  | T  | T     | T  | Lyon        |
| Marseille   | T | H | T | H | H | B | B | T  | B | () | H  | B  | H     | T (T) | T  | T  | H  | Marseille   | H  | H  | B  | H  | B  | T  | T  | T  | B  | B  | B  | () | H (H) | T  | () | T (B) | T  | Marseille   |
| Metz        | B | H | T | H | T | B | B | B  | B | H  | H  | T  | T     | B     | B  | B  | B  | Metz        | B  | B  | B  | H  | B  | B  | T  | T  | B  | B  | B  | T  | T     | B  | B  | B     | B  | Metz        |
| Monaco      | T | T | H | T | H | B | T | T  | T | B  | T  | H  | B     | T     | T  | B  | T  | Monaco      | B  | H  | H  | T  | B  | T  | H  | T  | H  | T  | T  | () | T (T) | B  | T  | T     | T  | Monaco      |
| Montpellier | H | T | B | B | H | H | T | () | B | T  | B  | H  | B (H) | B     | H  | T  | H  | Montpellier | B  | H  | B  | B  | T  | B  | H  | T  | B  | T  | T  | H  | T     | H  | T  | B     | H  | Montpellier |
| Nantes      | B | B | H | H | T | T | B | T  | T | B  | B  | B  | H     | T     | B  | B  | B  | Nantes      | B  | H  | B  | T  | B  | T  | B  | B  | B  | T  | B  | T  | B     | H  | H  | B     | B  | Nantes      |
| Nice        | H | H | H | T | T | T | H | T  | T | T  | T  | H  | T     | B     | T  | B  | T  | Nice        | B  | T  | H  | B  | B  | H  | B  | B  | T  | B  | H  | () | T (H) | T  | () | T (B) | H  | Nice        |
| PSG         | H | H | T | T | B | T | H | T  | T | T  | T  | T  | T     | T     | T  | H  | T  | PSG         | T  | H  | T  | T  | T  | H  | H  | H  | T  | T  | H  | () | T (T) | H  | () | B (T) | T  | PSG         |
| Reims       | B | T | T | H | B | T | T | B  | H | T  | T  | B  | B     | T     | B  | B  | T  | Reims       | T  | H  | B  | B  | H  | T  | B  | H  | T  | H  | H  | B  | B     | B  | () | H (T) | T  | Reims       |
| Rennes      | T | H | H | H | H | H | T | B  | B | H  | B  | B  | T     | B     | B  | H  | T  | Rennes      | T  | T  | T  | T  | T  | H  | B  | H  | T  | B  | B  | B  | T     | B  | T  | H     | B  | Rennes      |
| Strasbourg  | T | B | T | B | H | T | B | B  | B | H  | H  | () | H     | B (H) | T  | T  | T  | Strasbourg  | H  | H  | B  | B  | B  | B  | H  | B  | T  | T  | H  | T  | B     | B  | B  | T     | B  | Strasbourg  |
| Toulouse    | T | H | B | H | H | B | T | H  | H | B  | B  | H  | B     | H     | B  | H  | B  | Toulouse    | T  | B  | T  | B  | T  | T  | T  | B  | B  | T  | H  | T  | H     | T  | B  | T     | B  | Toulouse    |
| Đội         | 1 | 2 | 3 | 4 | 5 | 6 | 7 | 8  | 9 | 10 | 11 | 12 | 13    | 14    | 15 | 16 | 17 | Đội         | 18 | 19 | 20 | 21 | 22 | 23 | 24 | 25 | 26 | 27 | 28 | 29 | 30    | 31 | 32 | 33    | 34 | Đội         |

## Play-off trụ hạng/thăng hạng
Mùa giải 2023–24 sẽ kết thúc bằng trận play-off hai lượt đi và về giữa đội xếp thứ 16 tại Ligue 1 và đội thắng trong trận bán kết play-off Ligue 2.

### Lượt đi
| Saint-Étienne               | 2–1      | Metz         |
| --------------------------- | -------- | ------------ |
| - Sissoko 19' - Cardona 80' | Chi tiết | - Traoré 45' |

### Lượt về
| Metz                                  | 2–2 (s.h.p.) | Saint-Étienne             |
| ------------------------------------- | ------------ | ------------------------- |
| - Camara 17' - Mikautadze 25' (ph.đ.) | Chi tiết     | - Pétrot 35' - Wadji 116' |

Saint-Étienne thắng chung cuộc 4–3 và lên hạng Ligue 1, còn Metz xuống hạng Ligue 2.

## Điểm tin vòng đấu
Trận đấu giữa Montpellier và Clermont ở vòng 8 diễn ra vào lúc 20h00 ngày 8/10 trên sân vận động Mosson. Hiệp 1 có tỷ số 2–2. Sang hiệp 2 Montpellier vươn lên dẫn 3–2, rồi tuy bị phạt 1 thẻ đỏ họ vẫn ghi bàn nâng tỷ số lên 4–2. Lúc này các CĐV Montpellier liên tục la ó và ném pháo sáng xuống sân. Đến phút bù giờ thứ 3, một CĐV của Montpellier ném pháo sáng trúng vào thủ môn đội khách Clermont khiến cầu thủ này ngã ra sân. Một cầu thủ Clermont chĩa "ngón tay thối" về phía khán đài cổ động viên Montpellier gần đó và bị truất quyền thi đấu. Thủ môn Clermont phải nằm cáng rời sân vì chấn thương khá nặng. Các trọng tài và giám sát đã quyết định tạm dừng trận đấu, hiện tại chưa quyết định cách thức xử lý sự việc.
Tại vòng 10, Lyon làm khách của Marseille vào tối Chủ nhật ngày 29/10/2023. Trên đường từ khách sạn cư trú đến sân vận động Vélodrome để thi đấu, xe buýt chở các thành viên của đội Lyon đã bị tấn công. Nhiều CĐV quá khích của đội chủ nhà Marseille đã dùng vật cứng ném vỡ cửa kính xe buýt. HLV trưởng của Lyon Fabio Grosso đã bị mảnh thủy tinh rơi trúng mặt, phải khâu 12 mũi. Trợ lý của Grosso, Raffaele Longo cũng bị thương ở vùng mắt. Ban tổ chức Ligue 1 quyết định hoãn trận đấu.

## Thống kê mùa giải

### Ghi bàn hàng đầu
| Hạng | Cầu thủ                   | Câu lạc bộ          | Số bàn thắng |
| ---- | ------------------------- | ------------------- | ------------ |
| 1    | Kylian Mbappé             | Paris Saint-Germain | 27           |
| 2    | Jonathan David            | Lille               | 19           |
| 2    | Alexandre Lacazette       | Lyon                | 19           |
| 4    | Pierre-Emerick Aubameyang | Marseille           | 17           |
| 5    | Wissam Ben Yedder         | Monaco              | 16           |
| 6    | Thijs Dallinga            | Toulouse            | 14           |
| 7    | Georges Mikautadze        | Metz                | 13           |
| 8    | Gonçalo Ramos             | Paris Saint-Germain | 11           |
| 8    | Terem Moffi               | Nice                | 11           |
| 10   | Arnaud Kalimuendo         | Rennes              | 10           |
| 11   | Minamino Takumi           | Monaco              | 9            |
| 11   | Elye Wahi                 | Lens                | 9            |
| 11   | Téji Savanier             | Montpellier         | 9            |
| 11   | Benjamin Bourigeaud       | Rennes              | 9            |
| 15   | Emanuel Emegha            | Strasbourg          | 8            |
| 15   | Akor Adams                | Montpellier         | 8            |
| 15   | Mohamed Bamba             | Lorient             | 8            |
| 15   | Romain Del Castillo       | Brest               | 8            |
| 15   | Mostafa Mohamed           | Nantes              | 8            |
| 15   | Muhammed Cham             | Clermont            | 8            |

### Hat-trick
- N (= Nhà): Sân nhà
- K (= Khách): Sân khách
- 4 : ghi 4 bàn

| Cầu thủ             | Câu lạc bộ          | Đối đầu với | Tỷ số   | Ngày                     |
| ------------------- | ------------------- | ----------- | ------- | ------------------------ |
| Kylian Mbappé       | Paris Saint-Germain | Reims       | 3–0 (K) | Vòng 12, ngày 11/11/2023 |
| Alexandre Lacazette | Lyon                | Toulouse    | 3–0 (N) | Vòng 15, ngày 10/12/2023 |
| Kamory Doumbia4     | Brest               | Lorient     | 4–0 (N) | Vòng 17, ngày 20/12/2023 |
| Jonathan David      | Lille               | Le Havre    | 3–0 (N) | Vòng 22, ngày 17/2/2024  |
| Mahdi Camara        | Brest               | Strasbourg  | 3–0 (K) | Vòng 23, ngày 24/2/2024  |
| Kylian Mbappé       | Paris Saint-Germain | Montpellier | 6–2 (K) | Vòng 26, ngày 17/3/2024  |

### Kiến tạo hàng đầu
| Hạng | Cầu thủ                   | Câu lạc bộ          | Số kiến tạo |
| ---- | ------------------------- | ------------------- | ----------- |
| 1    | Ousmane Dembélé           | Paris Saint-Germain | 8           |
| 1    | Angel Gomes               | Lille               | 8           |
| 1    | Romain Del Castillo       | Brest               | 8           |
| 4    | Kylian Mbappé             | Paris Saint-Germain | 7           |
| 4    | Ito Junya                 | Reims               | 7           |
| 4    | Bradley Barcola           | Paris Saint-Germain | 7           |
| 7    | Minamino Takumi           | AS Monaco           | 6           |
| 7    | Florian Sotoca            | Lens                | 6           |
| 7    | Pierre-Emerick Aubameyang‎ | Marseille           | 6           |
| 7    | Rayan Cherki              | Lyon                | 6           |
| 7    | Aleksandr Golovin         | AS Monaco           | 6           |
| 7    | Téji Tedy Savanier        | Montpellier         | 6           |
| 7    | Dilane Bakwa              | Strasbourg          | 6           |

### Số trận giữ sạch lưới
| Hạng | Cầu thủ              | Đội                 | Số trận thi đấu | Số trận sạch lưới | Tỷ lệ |
| ---- | -------------------- | ------------------- | --------------- | ----------------- | ----- |
| 1    | Marcin Bułka         | Nice                | 34              | 17                | 50%   |
| 2    | Lucas Chevalier      | Lille               | 33              | 15                | 45%   |
| 3    | Brice Samba          | Lens                | 33              | 14                | 42%   |
| 4    | Marco Bizot          | Brest               | 32              | 13                | 41%   |
| 5    | Gianluigi Donnarumma | Paris Saint-Germain | 25              | 11                | 44%   |
| 6    | Benjamin Lecomte     | Montpellier         | 30              | 10                | 33%   |
| 7    | Anthony Lopes        | Lyon                | 31              | 9                 | 28%   |

### Kỷ luật

#### Cầu thủ
- Nhiều thẻ vàng nhất: 11[35]
  -  Denis Zakaria (AS Monaco)
  -  Pierre Lees-Melou (Brest)
  -  Facundo Medina (Lens)
- Nhiều thẻ đỏ nhất: 2[36]
  -  Maximiliano Caufriez (Clermont)
  -  Samuel Grandsir (Le Havre)
  -  Rassoul Ndiaye (Le Havre)
  -  Denis Zakaria (AS Monaco)
  -  Elbasan Rashani (Clermont)

#### Đội bóng[37][38]
- Nhiều thẻ vàng nhất: 80
  - Brest
- Nhiều thẻ đỏ nhất: 6
  - Clermont
- Ít thẻ vàng nhất: 49
  - Paris Saint-Germain
- Ít thẻ đỏ nhất: 0
  - Toulouse

## Giải thưởng

### Cầu thủ xuất sắc nhất tháng
Danh hiệu Cầu thủ xuất sắc nhất tháng của UNFP được Liên đoàn cầu thủ chuyên nghiệp quốc gia (UNFP, Union Nationale des Footballeurs Professionnels) thành lập vào đầu mùa giải 2003–2004. Nó trao thưởng cho cầu thủ xuất sắc nhất tháng ở Ligue 1. Kể từ mùa giải 2006–07, danh hiệu cũng đã được trao cho cầu thủ xuất sắc nhất tháng ở Ligue 2.
Vào đầu mỗi tháng, người dùng Internet bỏ phiếu bầu chọn danh hiệu UNFP đối với 3 cầu thủ được chọn.
| Tháng    | Nhất                      | Nhất                |
| Tháng    | Cầu thủ                   | Đội                 |
| -------- | ------------------------- | ------------------- |
| Tháng 8  | Minamino Takumi           | AS Monaco           |
| Tháng 9  | Marcin Bułka              | Nice                |
| Tháng 10 | Kylian Mbappé             | Paris Saint-Germain |
| Tháng 11 | Kylian Mbappé             | Paris Saint-Germain |
| Tháng 12 | Pierre-Emerick Aubameyang | Marseille           |
| Tháng 1  | Martin Terrier            | Rennes              |
| Tháng 2  | Pierre Lees-Melou         | Brest               |
| Tháng 3  | Edon Zhegrova             | Lille               |
| Tháng 4  | Alexandre Lacazette       | Lyon                |

### Hàng năm
| Giải thưởng                  | Cầu thủ              | Đội                 |
| ---------------------------- | -------------------- | ------------------- |
| Cầu thủ của mùa giải         | Kylian Mbappé        | Paris Saint-Germain |
| Cầu thủ trẻ của mùa giải     | Warren Zaïre-Emery   | Paris Saint-Germain |
| Thủ môn của mùa giải         | Gianluigi Donnarumma | Paris Saint-Germain |
| Bàn thắng của mùa giải       | Kamory Doumbia       | Brest               |
| Huấn luyện viên của mùa giải | Eric Roy             | Brest               |

| Đội hình của năm | Đội hình của năm                           | Đội hình của năm                           | Đội hình của năm                           | Đội hình của năm                           |
| ---------------- | ------------------------------------------ | ------------------------------------------ | ------------------------------------------ | ------------------------------------------ |
| Thủ môn          | Gianluigi Donnarumma (Paris Saint-Germain) | Gianluigi Donnarumma (Paris Saint-Germain) | Gianluigi Donnarumma (Paris Saint-Germain) | Gianluigi Donnarumma (Paris Saint-Germain) |
| Hậu vệ           | Achraf Hakimi (Paris Saint-Germain)        | Marquinhos (Paris Saint-Germain)           | Leny Yoro (Lille)                          | Bradley Locko (Brest)                      |
| Tiền vệ          | Vitinha (Paris Saint-Germain)              | Pierre Lees-Melou (Brest)                  | Pierre Lees-Melou (Brest)                  | Warren Zaïre-Emery (Paris Saint-Germain)   |
| Tiền đạo         | Ousmane Dembélé (Paris Saint-Germain)      | Pierre-Emerick Aubameyang (Marseille)      | Pierre-Emerick Aubameyang (Marseille)      | Kylian Mbappé (Paris Saint-Germain)        |